# Chris Foote (cầu thủ bóng đá)
Chris Foote (sinh ngày 19 tháng 11 năm 1950) là một cựu cầu thủ bóng đá người Anh thi đấu ở Football League cho Bournemouth và Cambridge United.